# Koninklijke DSM

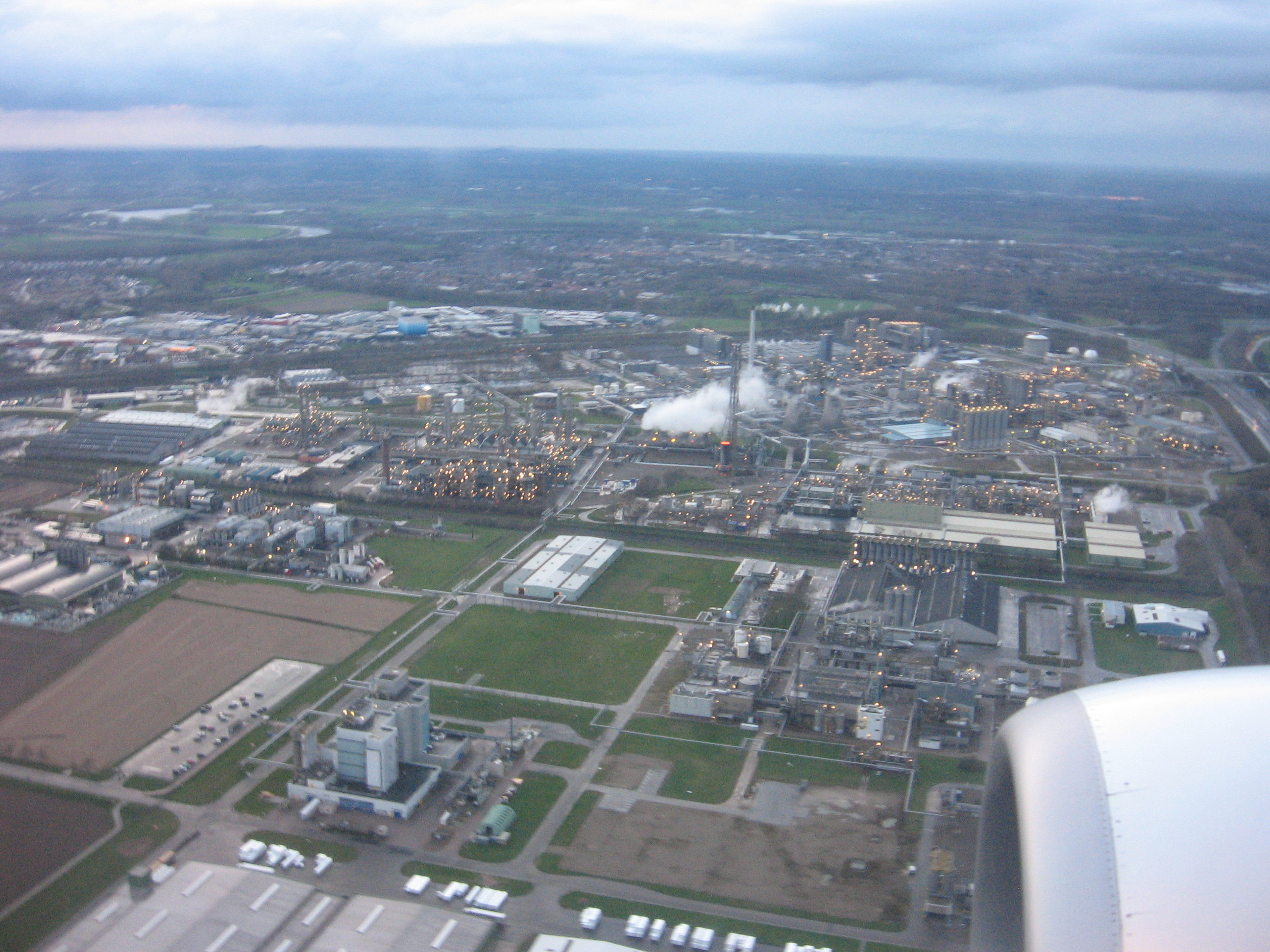
Het Chemelot-terrein in Geleen, met o.a. (voormalige) chemiefabrieken van DSM

Koninklijke DSM N.V. is een voormalig Nederlands chemiebedrijf dat internationaal actief was en zich vooral toelegde op fijnchemie en biotechnologie. DSM had anno 2022 enkele honderden vestigingen over de gehele wereld met het hoofdkantoor in Maastricht. Op 20 april 2023 fuseerde het bedrijf met het Zwitserse Firmenich tot DSM-Firmenich (gestileerd als dsm-firmenich).

## Geschiedenis

### Staatsmijnen
DSM is voortgekomen uit de voormalige Nederlandse Staatsmijnen, het in 1902 opgerichte staatsbedrijf dat in Limburg de exploitatie van ondergrondse steenkoolreserves ter hand nam. De afkorting DSM verwees oorspronkelijk naar de handelsnaam de Staatsmijnen of, in het Engels, Dutch State Mines. Bij de steenkoolwinning kwam later de productie van ammoniak en kunstmest op basis van bijproducten die vrij komen bij het vergassen van steenkool. In 1960 behaalden de Nederlandse steenkoolmijnen een recordproductie van 23 miljoen ton. De kostprijs lag echter hoger dan die van geïmporteerde steenkool. Bovendien werd er een grote gasvondst gedaan in het Groningse Slochteren. Dit leidde tot het regeringsbesluit van 17 december 1965 om de steenkolenmijnen gefaseerd te sluiten. In de loop van 1967 werd hiermee bij de Staatsmijn Maurits in Geleen als eerste begonnen en in augustus 1973 werd de laatste Staatsmijn (Staatsmijn Emma) gesloten, hoewel deze mijn wel nog ruim 10 jaar in reserve werd gehouden met het oog op een mogelijke heropening.
In het najaar van 1973 werd ook besloten om de afkorting DSM voortaan als naam te dragen.

### Overschakeling naar petrochemie
Na sluiting van de mijnen werd, om de daaruit voortvloeiende werkloosheid tegen te gaan, nieuwe industrie ontwikkeld in Zuid-Limburg. Een van de zwaartepunten in die ontwikkelingen was de petrochemische industrie die in Geleen werd opgezet onder de vlag van het oude mijnbouwbedrijf DSM. De naam bleef daarbij behouden. Voor DSM trad hiermee een nieuwe fase in. Al sinds de jaren 1930 had DSM onder leiding van Gerrit Berkhoff via research & development chemische kennis vergaard waarmee de chemische activiteiten sterk werden uitgebreid. In eerste instantie lag de nadruk sterk op bulkchemicaliën, maar later verschoof de productie meer naar eindproducten zoals plastics en industriële en fijnchemicaliën.

### Beursgang en overschakeling naar fijnchemie
Op 1 januari 1967 werd het staatsbedrijf DSM een naamloze vennootschap. De Nederlandse Staat was tot 1989 de enige aandeelhouder. DSM ging in dat jaar naar de beurs en de Staat verkocht in twee transacties in totaal 69% van de aandelen. In februari 1996 bracht de overheid nogmaals 20 % naar de markt en ten slotte werd in maart 1996 het laatste aandelenbelang verkocht.
Vanaf eind 20e eeuw maakte de bulkchemie in de bedrijfsactiviteiten geleidelijk plaats voor fijnchemie. Een belangrijke stap was in 1998 de overname van de Koninklijke Gist-Brocades NV. DSM richtte zich tevens in toenemende mate op de opkomende markten in onder andere China en India. De geleidelijke verschuiving van activiteiten resulteerde in 2002 in de verkoop van de petrochemische fabrieken aan het Saoedische bedrijf SABIC. Het industrieterrein van DSM in Geleen wordt sindsdien Chemelot genoemd. In 2016 stopte DSM definitief met de bulkchemie. De onderneming legde zich daarna toe op producten die toepassing vinden in onder andere de voedingsmiddelenindustrie, de gezondheidssector, de automobielindustrie en de bouw.
In januari 2012 maakte DSM bekend samen met het Amerikaanse bedrijf POET te investeren in een fabriek voor de productie van bio-ethanol uit maiskolven, bladeren en stengels die op de akkers achterblijven na de oogst. DSM levert zo’n 30 enzymen en een unieke gistsoort om de plantenresten in ethanol om te zetten. De fabriek werd gebouwd in de Amerikaanse staat South Dakota en de productiecapaciteit bedraagt zo'n 75 miljoen liter op jaarbasis. Het betrof een investering van 250 miljoen dollar, gelijk verdeeld over de twee joint venture partners. Wegens veel operationele problemen is de fabriek echter stopgezet
In november 2013 splitste DSM een deel van haar farmadivisie DSM Pharmaceuticals Products (DPP) af en bracht deze vervolgens samen met het Amerikaanse private-equitybedrijf JLL Partners onder in een joint venture. DSM heeft een aandelenbelang van 49 % in de joint venture. Het was al langer bekend dat DSM een partner zocht voor DPP die in 2012 een omzet realiseerde van € 543 miljoen en werk bood aan 2400 mensen. Direct na de oprichting werd de Canadese branchegenoot Patheon opgekocht. De totale waarde van de transactie bedroeg US$ 2,6 miljard waarbij de waarde van DPP was vastgesteld op US$ 670 miljoen. De nieuwe combinatie gaat verder als DPx en had in 2014 een omzet van $ 2 miljard en telde zo’n 8300 werknemers wereldwijd. In juli 2016 kreeg Patheon een beursnotering aan New York Stock Exchange. DSM verkocht bijna 5 miljoen aandelen voor ruim US $ 100 miljoen. Het chemiebedrijf houdt 53,5 miljoen aandelen en tegen de introductiekoers van $ 21 komt de totale waarde op ruim US$ 1 miljard uit. DSM’s partner in Patheon, JLL Partners, verkocht geen aandelen. Na de verkoop is het belang van DSM in Patheon gedaald naar 34 %. Medio mei 2017 maakte Thermo Fisher Scientific een bod bekend op heel Patheon. Thermo Fisher betaalt US$ 7,2 miljard, inclusief US$ 2 miljard aan schulden, of US$ 35 per aandeel. Bij dit bod vertegenwoordigt het belang van DSM in Patheon een waarde van US$ 1,7 miljard.
In maart 2015 kondigden DSM en CVC Capital Partners een samenwerkingsverband aan. DSM brengt de activiteiten in van de onderdelen Polymer Intermediates (caprolactam en acrylonitril, beide zijn grondstoffen zijn voor nylon en plastics) en Composite Resins in. DSM vindt deze cyclische activiteiten niet meer bij het bedrijf passen en krijgt een minderheidsbelang van 35 % in de nieuwe onderneming. CVC krijgt een aandelenbelang van 65 %. De pro-forma omzet aan derden van het nieuwe bedrijf bedroeg zo’n € 2,1 miljard in 2014 en telde 1950 werknemers. Op 31 juli 2015 werd deze transactie afgerond en kreeg het onderdeel de naam ChemicaInvest.

### Toenemende internationalisering

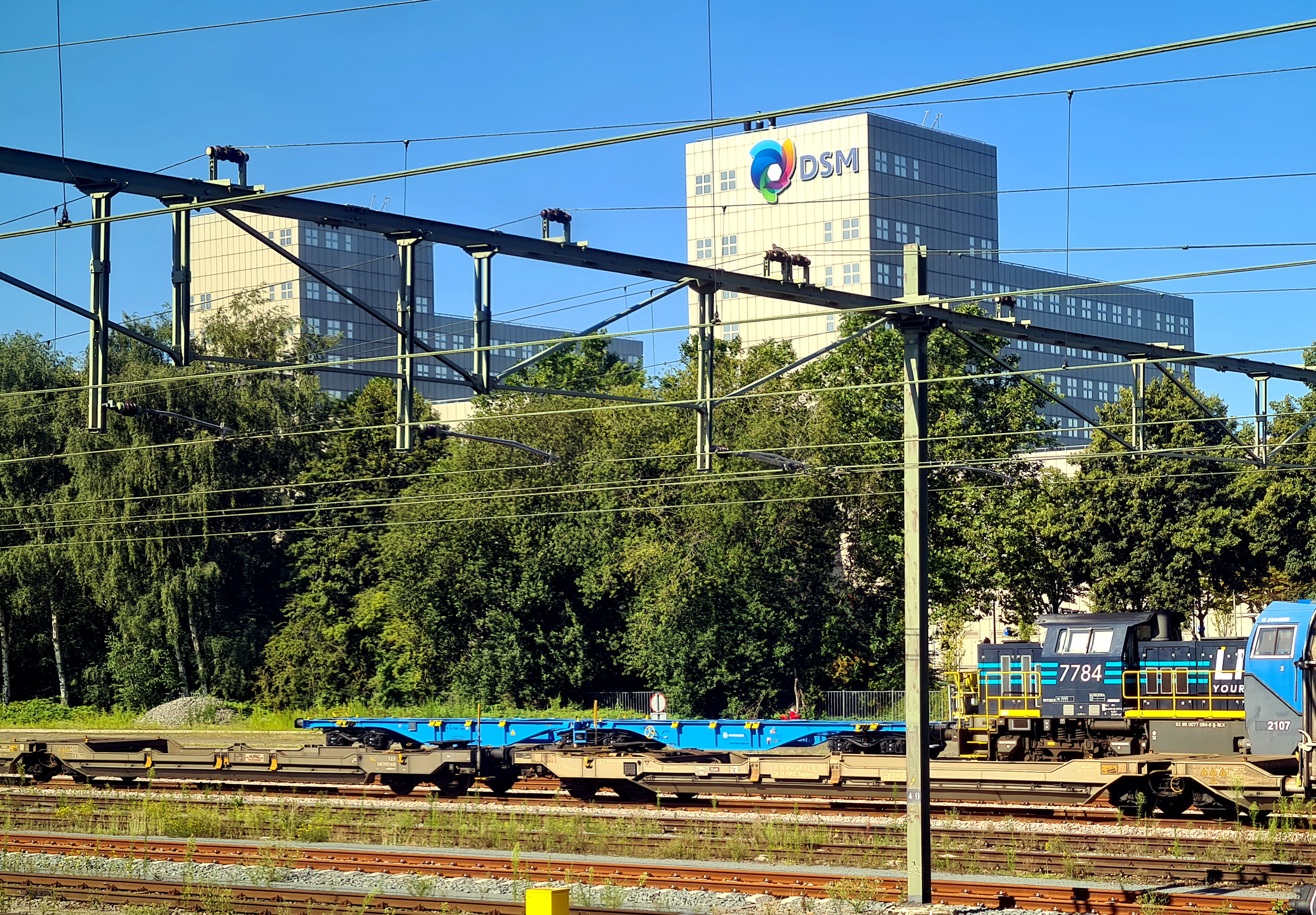
Voormalig DSM-kantorencomplex nabij Station Sittard, 2021

Vanaf circa 2000 trok DSM zich geleidelijk terug uit zijn traditionele basis in de Oostelijke en Westelijke Mijnstreek in Nederlands-Limburg, om zich daarna meer en meer te richten op de rest van Nederland en de wereld. Een belangrijke stap in die richting was de verkoop van de petrochemische fabrieken in Geleen in 2002. In 2015 nam DSM een bescheiden kantoor in WTC Amsterdam in gebruik. In 2020 werd het in 1991 geopende DSM-kantorencomplex op Kantorenpark Sittard gesloten, waarna de overgebleven werknemers naar Heerlen werden overgeplaatst. Een jaar later werd het omvangrijke gebouw in Sittard verkocht aan een projectontwikkelaar.
In juli 2021 maakte DSM bekend dat het internationale hoofdkantoor eind 2023 overgeplaatst wordt van Heerlen naar Maastricht. Het bedrijf had in die laatste stad de oude Ambachtsschool, een rijksmonument, en de aangrenzende voormalige bioscoop Euroscoop op het oog. De gebouwen op de hoek van de Sint Maartenslaan en Wilhelminasingel werden door projectontwikkelaars EDGE en 3W verbouwd tot energieneutrale en circulaire kantoren met circa 400 flexplekken, die plaats zullen bieden aan ruim 700 medewerkers. DSM least het complex voor minimaal twintig jaar. De aankondiging van de verhuizing naar Maastricht veroorzaakte een politieke rel in Limburg, enerzijds vanwege het "verraad van DSM" jegens de oostelijke mijnstreek, waar de wortels van het bedrijf zitten, anderzijds vanwege toegezegde subsidies van de Provincie Limburg en de Gemeente Maastricht, bedoeld voor de herbestemming van het gebouwencomplex in Maastricht. Uiteindelijk besloot DSM van de subsidies van in totaal 3,5 miljoen euro af te zien.

### Fusie met Firmenich
Op 31 mei 2022 maakte het bedrijf bekend te gaan fuseren met het Zwitserse Firmenich, fabrikant van onder andere geur- en smaakstoffen. Het fusieconcern met 28.000 werknemers zal juridisch in Zwitserland gevestigd worden, maar de hoofdkantoren in Heerlen (vanaf 2023 Maastricht) en Kaiseraugst (bij Bazel) blijven gehandhaafd. Van de nieuwe combinatie, die verder gaat onder de naam DSM-Firmenich, komt 65,5 % van de aandelen in handen van aandeelhouders van DSM en de rest is voor de eigenaren van Firmenich. Deze verhouding reflecteert de jaaromzet van beide bedrijven in 2021, dat was 9,2 miljard euro voor DSM en 4,3 miljard euro voor Firmenich. De gezamenlijke voedingsdivisie, met een omzet van 2,7 miljard euro, blijft in Delft en breidt uit. De andere drie divisies, met een gezamenlijke omzet van 8,7 miljard euro, zijn in Zwitserland gevestigd. De huidige bestuursvoorzitter van DSM, De Vreeze, zal het fusiebedrijf vanuit Zwitserland leiden. In april 2023 hadden DSM en Firmenich alle goedkeuringen voor hun fusieplannen binnen. De transactie werd op 20 april 2023 afgerond.

### Tijdlijn
- 1902: Oprichting Staatsmijnen.
- 1906: Eerste kolen van mijn Staatsmijn Wilhelmina.
- 1906: Nieuw hoofdkantoor in Heerlen.
- 1913: Mijnbouwactiviteiten in Staatsmijn Emma en Staatsmijn Hendrik.
- 1919: De cokesfabriek Emma (of Emma I) te Treebeek vormt het begin van de chemische activiteiten van DSM.
- 1921: Fabriek Emma levert eerste gas aan gemeente Sittard.
- 1926: Ingebruikname Staatsmijn Maurits te Geleen, een mijn voor delving van vetkool. Deze zou uitgroeien tot de grootste kolenmijn in Europa
- 1927: DSM start met de bouw van een kunstmestfabriek in Geleen, het Stikstofbindingsbedrijf (SBB).
- 1928: Oprichting eigen gasdistributiebedrijf.
- 1929: Ingebruikname cokesfabriek Maurits te Geleen.
- 1930: Productie eerste kunstmest.
- 1939: Bouw Centraal Laboratorium te Geleen onder leiding van Gerrit Berkhoff.
- 1945: Cokesproductie alleen nog in Staatsmijn Maurits.
- 1945: Sluiting van cokesfabriek Emma.
- 1947: DSM richt kennisdochter Stamicarbon op voor het beheer van patenten.
- 1951: Begin bouw cokesfabriek Emma II te Beek.
- 1952: Start productie caprolactam.
- 1954: Sluiting cokesfabriek Emma I (29 juli).
- 1954: Opening cokesfabriek Emma II (15 oktober).
- 1956: Start productie ureum.
- 1959: Eerste hogedruk polyetheenfabriek in gebruik.
- 1963: Eerste naftakraker van DSM (NAK 1) wordt in gebruik genomen.
- 1962: Bouwwerkzaamheden aan nieuwe Staatsmijn Beatrix worden gestopt.
- 1964: DSM bouwt eerste melaminefabriek.
- 1965: In Flixborough verrijst DSM Caprolactamfabriek.
- 1966: Besluit om de mijn Maurits te sluiten.
- 1967: De Staatsmijnen worden verzelfstandigd tot de "NV Nederlandse Staatsmijnen".
- 1968: Sluiting cokesfabriek Maurits (5 april) en Emma II (18 december); cokesproductie dan definitief gestopt.
- 1969: Opsplitsing organisatie in 6 divisies.

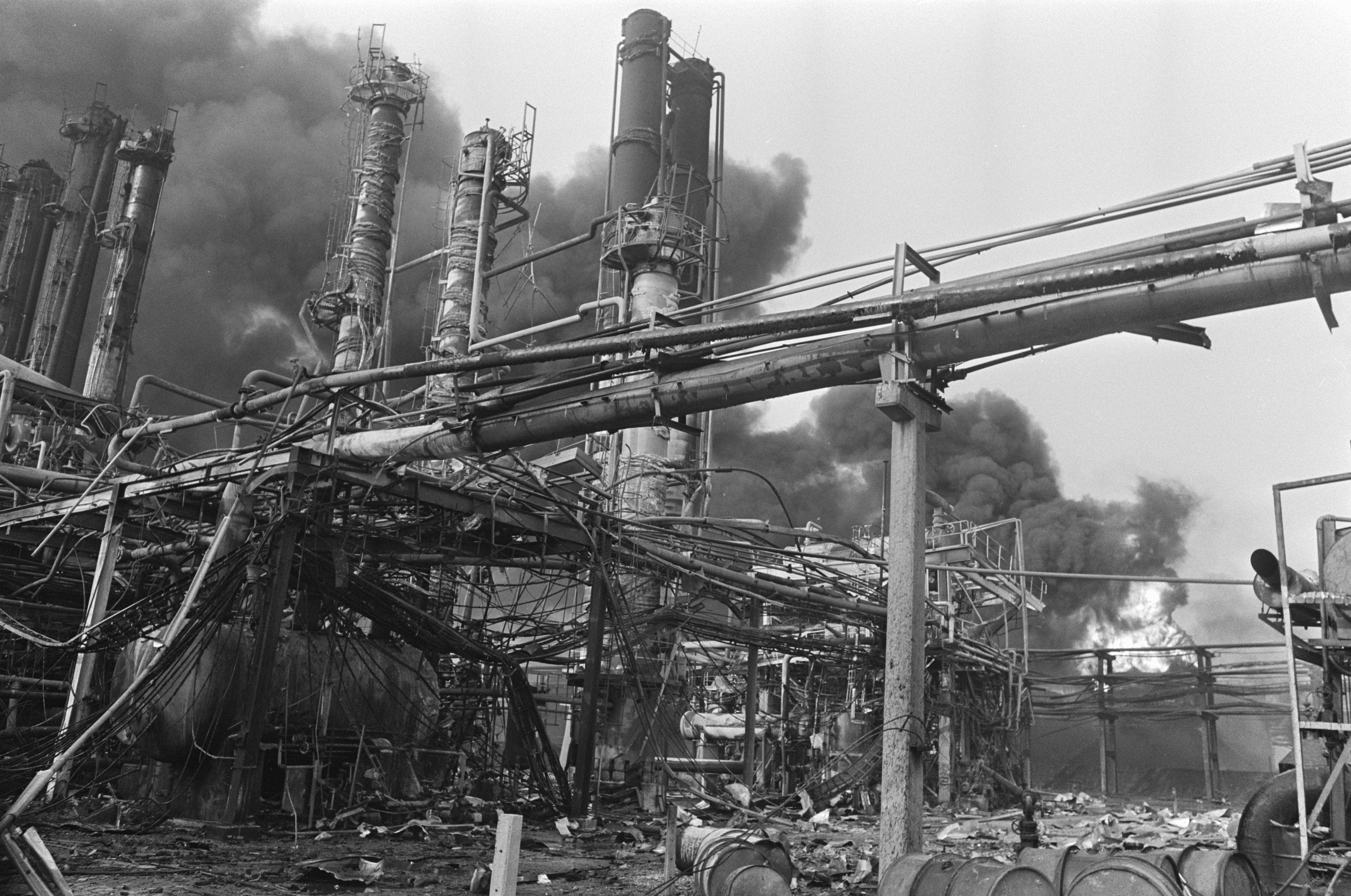
November 1975: Ramp naftakraker NAK 2

- 1972: Oprichting Unie van Kunstmestfabrieken (UKF).
- 1973: DSM begint met verkoop van DL-fenylglycine aan Gist-Brocades.
- 1974: De laatste steenkoolmijn wordt gesloten.
- 1974: Start productie ABS-fabriek.
- 1975: Er vallen 14 doden door een explosie van de naftakraker NAK 2 als gevolg van een breuk in de leiding.[21]
- 1976: DSM neemt eerste PP-fabriek in gebruik.
- 1983: Oprichting van DSM Resins.
- 1987: DSM neemt Andeno over.
- 1988: Start productie zoetstof aspartaam.
- 1989: DSM naar de beurs.
- 1989: DSM neemt het Amerikaans Copolymer Rubber & Chemical Corporation over.
- 1990: Start productie Stanyl.
- 1990: Oprichting DSM Elastomers.
- 1990: Bouw eerste Dyneema-fabriek.
- 1991: Overname ACF Chemie.
- 1991: Explosie bij DSM Botlek Rotterdam.
- 1992: DSM Engineering Plastics Emmen ontstaat.
- 1993: Overname fijnchemie van Bristol-Myers Squibb.
- 1996: Onderbrengen van DSM Utilities in EDEA.
- 1996: De Nederlandse Staat verkoopt haar laatste aandelen DSM.
- 1997: Overname Vestolen in Gelsenkirchen.
- 1997: Verkoop van Curver aan Rubbermaid Inc.
- 1998: Overname Gist-Brocades.
- 1998: Divisies Gist-Brocades opgenomen in cluster Life Science Products.
- 2000: DSM kondigt strategie 'Vision 2005' aan met o.m. desinvestering van de petrochemie.
- 2000: Overname Amerikaanse bedrijf Catalytica Pharmaceuticals.
- 2001: Verkoop van DSM Engineering Plastic Products aan Quadrant en EBN aan de Nederlandse staat.
- 2002: Overdracht DSM Petrochemicals aan SABIC.
- 2002: DSM viert zijn 100-jarig bestaan.
- 2002: DSM krijgt predicaat Koninklijk.
- 2003: Acquisitie van Roche Vitamins & Fine Chemicals Division.
- 2005: Acquisitie van NeoResins (onderdeel van Avecia).
- 2005: Verkoop van DSM Bakery Ingredients aan Gilde Investment Management.
- 2006: DSM stopt productie zoetstof aspartaam.
- 2006: Verkoop jodiumactiviteiten aan Sociedad Química y Minera de Chile.
- 2007: DSM spreekt het voornemen uit de bulkchemie te verkopen en gaat zich toeleggen op voedings- en gezondheidsproducten en hoogwaardige materialen.
- 2008: DSM start met de verkoop van diverse bulkchemie businessgroepen. Caprolactam en Acrylonitril zullen vooralsnog als enige bulkchemiefabrieken bij DSM blijven.
- 2008: DSM kondigt een recordjaar aan, maar door de economische crisis wordt de winstverwachting naar beneden bijgesteld naar 1 miljard euro.
- 2009: DSM verkoopt Stamicarbon aan Maire Tecnimont (€ 38 miljoen).
- 2010: DSM verkoopt AGRO en Melamine aan Orascom Construction Industries (OCI) (zie ook: OCI Nitrogen) (€ 310 miljoen).
- 2010: DSM verkoopt Elastomeren (rubber) aan Lanxess (€ 310 miljoen).
- 2011: Overname Martek en joint venture in Antibiotica met Sinochem.[22]
- 2011: DSM wijzigt logo.
- 2012: Overname Kensey Nash. Dit Amerikaanse bedrijf is actief op het vlak van regeneratieve geneesmiddelen en versterkt daarmee DSM's biomedische activiteiten. Het bod bedraagt € 255 miljoen.
- 2012: Overname Tortuga (Animal Nutrition and Health) in Brazilië.
- 2012: Overname Fortitech (Human Nutrition and Health) in de VS.
- 2013: DSM richt samen met private-equity-investeerder JLL een nieuw farmabedrijf op (DPx Holdings) en brengt DSM Pharmaceutical Products daarin onder. DPx Holdings wordt later hernoemd in Patheon.[23]
- 2015: DSM richt samen met private-equity-investeerder CVC een nieuw bedrijf op (ChemicaInvest) en brengt de divisies Polymer Intermediates (acrylonitril en caprolactam) en Composite Resins daarin onder. De acrylonitrilgroep gaat vanaf dan verder onder de naam AnQore[24], de caprolactamdivisie als Fibrant[25] en Composite Resins als Aliancys.[26]
- 2017: DSM verkoopt minderheidsbelang in Patheon (voormalige DPx) aan Thermo Fisher Scientific Inc.[27]
- 2017: DSM neemt een minderheidsbelang in het Amerikaanse biotechbedrijf Amyris en gaat een langdurige samenwerking aan. Een Braziliaanse productielocatie wordt van Amyris overgenomen.[28]
- 2019: Koop van stremsel- en zuurselproducent CSK voor € 150 miljoen.[29] FrieslandCampina is de verkoper van het grootste aandelenpakket.
- 2020: Overname van Deense Glycom A/S voor € 765 miljoen.[30]
- 2020: Koopt voor € 980 miljoen Oostenrijkse branchegenoot Erber.[31] Erber is actief op het gebied van natuurlijke voedingssupplementen voor diervoeding en voedingsanalyses. Deze activiteiten hebben een jaaromzet van € 330 miljoen en er zijn 1200 medewerkers.[31] Op 2 oktober werd deze transactie afgerond.
- 2020: DSM verkoopt de divisie Resins & Functional Materials uit de materialencluster aan het Duitse Covestro. Deze divisie produceert onder meer harsen en verfcomponenten en Niaga, recyclebare tapijten en matrassen gaat ook over. Covestro betaalt € 1,6 miljard.[32] Met de verkoop gaat zo'n € 1 miljard aan omzet over. De transactie werd op 1 april 2021 definitief.
- 2021: Koop van de geur- en smaakstoffentak van Amyris.[33] De initiële betaling is US$ 150 miljoen, maar Amyris blijft tot het jaar 2024 meedelen in de winst van bepaalde producten waardoor het finale bedrag hoger kan uitkomen. De activiteiten worden bij de Personal Care & Aroma Ingredients-divisie ondergebracht. DSM en Amyris werken al langer samen op het gebied van onderzoek en ontwikkeling.

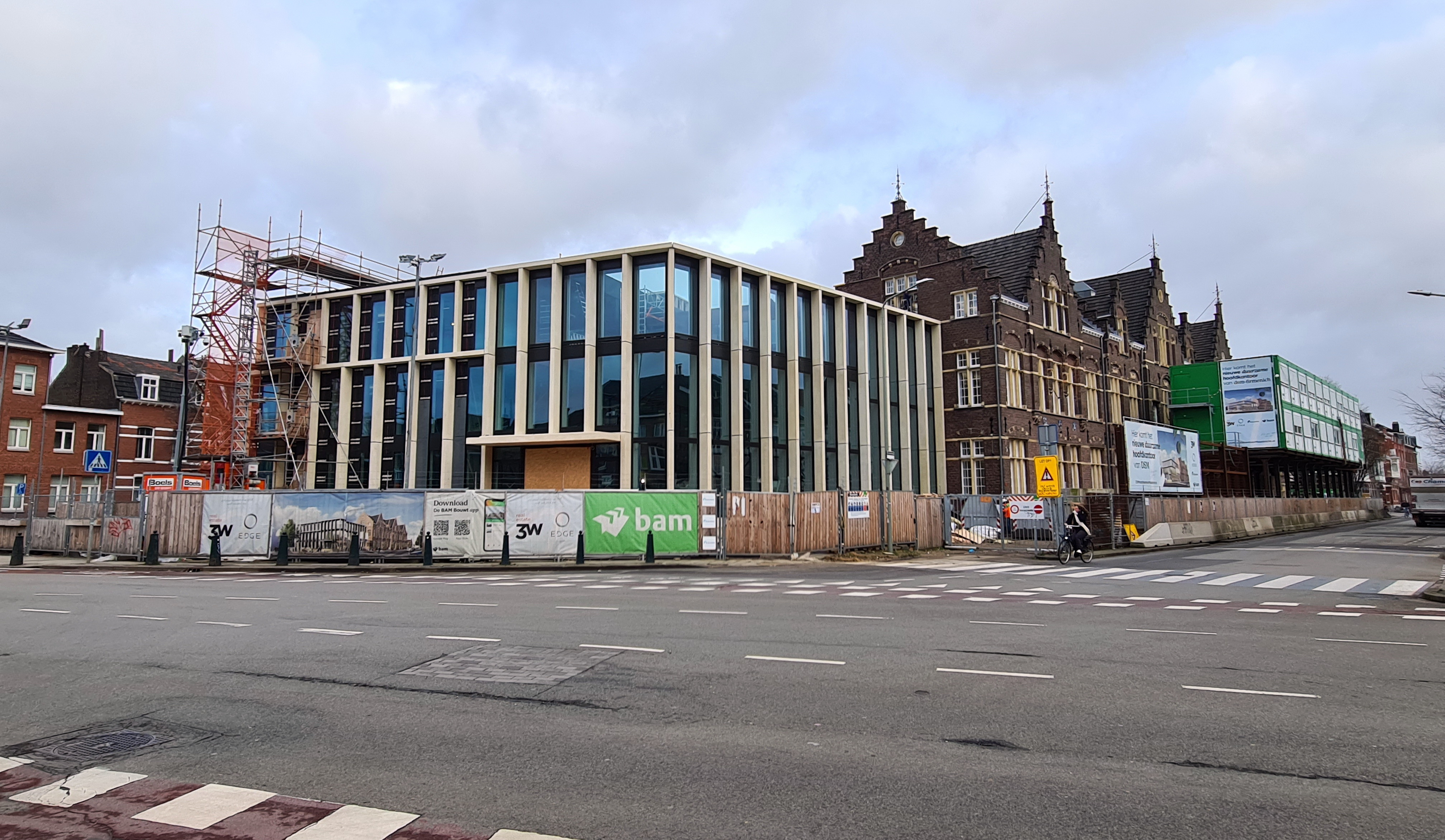
Bouw hoofdkantoor DSM-Firmenich in Maastricht, januari 2024

- 2021: DSM maakt bekend het internationale hoofdkantoor eind 2023 te verplaatsen van Heerlen naar Maastricht.
- 2021: DSM neemt de Amerikaanse smaakmaker First Choice Ingredients over voor US$ 453 miljoen.[34] First Choice Ingredients maakt smaakstoffen voor de voedingsmiddelenindustrie op basis van gefermenteerde zuivel. Het heeft een jaaromzet van zo'n US$ 75 miljoen.
- 2022: In april verkoopt DSM de divisie beschermende materialen, waaronder Dyneema, aan het Amerikaanse Avient.[35] Deze laatste is bereid US$ 1,5 miljard te betalen (ca. € 1,44 miljard). Deze divisie behaalde in 2021 een jaaromzet van € 335 miljoen en de transactie wordt nog dit jaar afgerond. Met de verkoop gaan zo'n 1000 medewerkers over naar de nieuwe eigenaar.
- 2022: DSM verkoopt zijn divisie Engineering Materials voor bijna € 3,9 miljard aan investeerder Advent International en het Duitse chemiebedrijf Lanxess.[36] Engineering Materials behaalde in 2021 een jaaromzet van € 1,5 miljard en droeg € 334 miljoen bij aan het bedrijfsresultaat van DSM. De verkoop werd in april 2023 afgerond.
- 2022: In mei maakt DSM bekend te gaan fuseren met het Zwitserse Firmenich. De fusie werd op 20 april 2023 een feit.

## Bedrijfsvoering

### Directeuren
De Staatsmijnen
- 1902 - 1907 Henri Johan Eduard Wenckebach
- 1908 ir. Johann Carl Friedrich Bunge (interim)[37]
- 1908 - 1942 mr. dr. W.F.J. "Willem" Frowein (directeur-voorzitter van het driekoppige directeurschap)
- 1942 - 1947 geen voorzitter; leiding lag bij hoofdbedrijfsingenieur Ross van Lennep[38]
- 1947 - 1953 dr. ir. Christiaan Theodoor Groothoff
- 1953 - 1962 Hendrik Hermanus Wemmers (vanaf 1959 werd de titel directeur-voorzitter vervangen door president-directeur)
- 1962 - 1973 Antoine Cyrille Julien "Ton" Rottier

De Staatsmijnen wordt DSM
- 1973 - 1984 Willem Adrianus Johannes “Wim” Bogers (vanaf 1975 werd de titel president-directeur vervangen door voorzitter Raad van Bestuur)
- 1984 - 1993 mr. Hendrikus Eernardus "Hans" van Liemt
- 1993 - 1999 ir. Simon David de Bree[39]
- 1999 - 2007 Peter Elverding[40]
- 2007 - 2020 Feike Sijbesma
- 2020 - Geraldine Matchett / Dimitri de Vreeze[41]

### Resultaten
De omzet van DSM was in 2020 € 8,1 miljard. Ongeveer viervijfde van de totale omzet wordt behaald met de verkoop van voedingsingrediënten (Nutrition) en de rest in de divisie Performance Materials. De winstmarges zijn voor beide divisies ongeveer gelijk. In 2020 werd in Nederland 5 % van de omzet behaald, in de rest van Europa bijna een derde, 22 % in Noord-Amerika en 12 % in de Volksrepubliek China.
Over 2017 rapporteerde DSM een boekwinst van 1250 miljoen euro op de verkoop van haar aandelenbelang van 33,5 % in Patheon N.V. Koper Thermo Fisher Scientific Inc. betaalde in totaal € 1,5 miljard. In 2018 profiteerde DSM van een brand in een grote vitaminefabriek bij concurrent BASF. De prijzen stegen en DSM kon meer afzetten waardoor het bedrijfsresultaat met zo'n 0,3 miljard euro steeg. Dit effect was tijdelijk en in het vierde kwartaal van 2018 normaliseerden de prijzen weer. De daling van de omzet in 2020 is voornamelijk het gevolg van de voorgenomen verkoop van de divisie Resins & Functional Materials. Op deze laatste verkoop werd een forse boekwinst gerealiseerd dat heeft bijgedragen aan de hoge nettowinst in 2021.
| Jaar | Omzet        | Bedrijfs-resultaat | Netto-resultaat | Werknemers |
| Jaar | (×€ miljoen) | (×€ miljoen)       | (×€ miljoen)    | Werknemers |
| ---- | ------------ | ------------------ | --------------- | ---------- |
| 2012 | 9131         | 441                | 278             | 23.498     |
| 2013 | 9429         | 476                | 271             | 23.485     |
| 2014 | 9283         | 290                | 145             | 21.351     |
| 2015 | 8935         | 304                | 88              | 20.796     |
| 2016 | 7920         | 657                | 621             | 20.786     |
| 2017 | 8632         | 846                | 1781            | 21.054     |
| 2018 | 9267         | 1245               | 1079            | 20.977     |
| 2019 | 9010         | 954                | 764             | 22.174     |
| 2020 | 8106         | 662                | 508             | 23.127     |
| 2021 | 9204         | 1021               | 1680            | 21.358     |
| 2022 | 8390         | 682                | 1715            | 20.682     |

## Sociaal-culturele activiteiten
DSM vertegenwoordigde een belangrijk element in de Limburgse samenleving. Het bedrijf sponsorde vele jaren een breed scala aan sociaal-culturele activiteiten. Bekend waren vanaf 1957 de DSM-kunstkalenders, fraai vormgegeven fotoboekwerkjes, vanaf 1963 samengesteld door de kunsthistoricus prof. dr. J.J.M. Timmers. In samenwerking met verschillende Limburgse musea ondersteunde het bedrijf het project Kerncollectie Limburg, dat een overzicht gaf van Limburgse kunst van 1870 tot 1970. Hieruit vloeide in 2002 de expositie Van Cuypers tot Dibbets voort in het Maastrichtse Bonnefantenmuseum. DSM was tevens sponsoring partner van dit museum en de tweejaarlijkse kunstprijs BACA International. In 2006 en 2007 ondersteunde DSM een project van enkele studenten van de mode-afdeling van de Academie Beeldende Kunsten Maastricht in Brazilië. Het project vormde de kiem van het mode-evenement Fashionclash in Maastricht.
In het voormalig hoofdkantoor in Heerlen hingen kunstwerken uit de eigen kunstcollectie, die sinds de jaren 1950 was aangelegd. De verzameling groeide uit tot ruim vijfhonderd werken van regionale, nationale en internationale kunstenaars, waardonder werken van Ger Lataster, Jef Diederen, Pieter Defesche, Lei Molin, Shinkichi Tajiri, Barbara Wagner, Lucy en Jorge Orta, Ittmar Gilbao, Melanie Bonajo, Tanja Ritterbex, Paul Drissen en Haddasah Emmerich. Bij de verhuizing in 2024 van het hoofdkantoor van Heerlen naar Maastricht werd de DSM-kunstcollectie, met een geschatte waarde van twee miljoen euro, overgedragen aan de gemeente Heerlen. Namens de gemeente Heerlen zal Schunck zorg dragen voor het beheer, onderhoud en exposities. Naar verwachting zal de collectie vanaf 2025 toegankelijk zijn voor het publiek.